# Прайс, Мэри Элизабет
Мэри Элизабет Прайс (1 марта 1877 — 19 февраля 1965) — американская художница—импрессионистка, наиболее известная своими цветочными натюрмортами, в которых использовалось золото и серебро.

## Биография
Мэри Элизабет Прайс родилась в 1877 году в семье квакеров. У неё была сестра и три брата. Её сестра Алиса и брат Рубен Мур также были художниками. С 1896 по 1904 год училась в Университете искусств в Филадельфии, затем с 1904 по 1907 год обучалась в Пенсильванской академии изящных искусств у Хью Генри Брэкенриджа и Даниэля Гарбера. Также брала частные уроки у Уильяма Латропа.
Впервые выставлялась в 1914 году на Биеннале Коркорана. С 1917 по 1943 год ежегодно выставлялась в Пенсильванской академии. С 1921 по 1934 год Прайс выставлялась 16 раз в Национальной академии дизайна. В 1917 году преподавала в «Детской школе искусств» в Нью-Йорке, которая была организована Гарри Пейн Уитни. Мэри Элизабет Прайс была членом Филадельфийской десятки и Plastic Club. С 1920 по 1927 год Прайс была председателем выставок Национальной ассоциации женщин-художников и организовала 32 выставки по всей Америке, а также в Буэнос-Айрес и Рио-де-Жанейро.
Мэри Элизабет Прайс умерла в 1965 году.
Работы художницы хранятся в Смитсоновском музее американского искусства и Национальной портретной галерее.